# Ingrid Lazarus

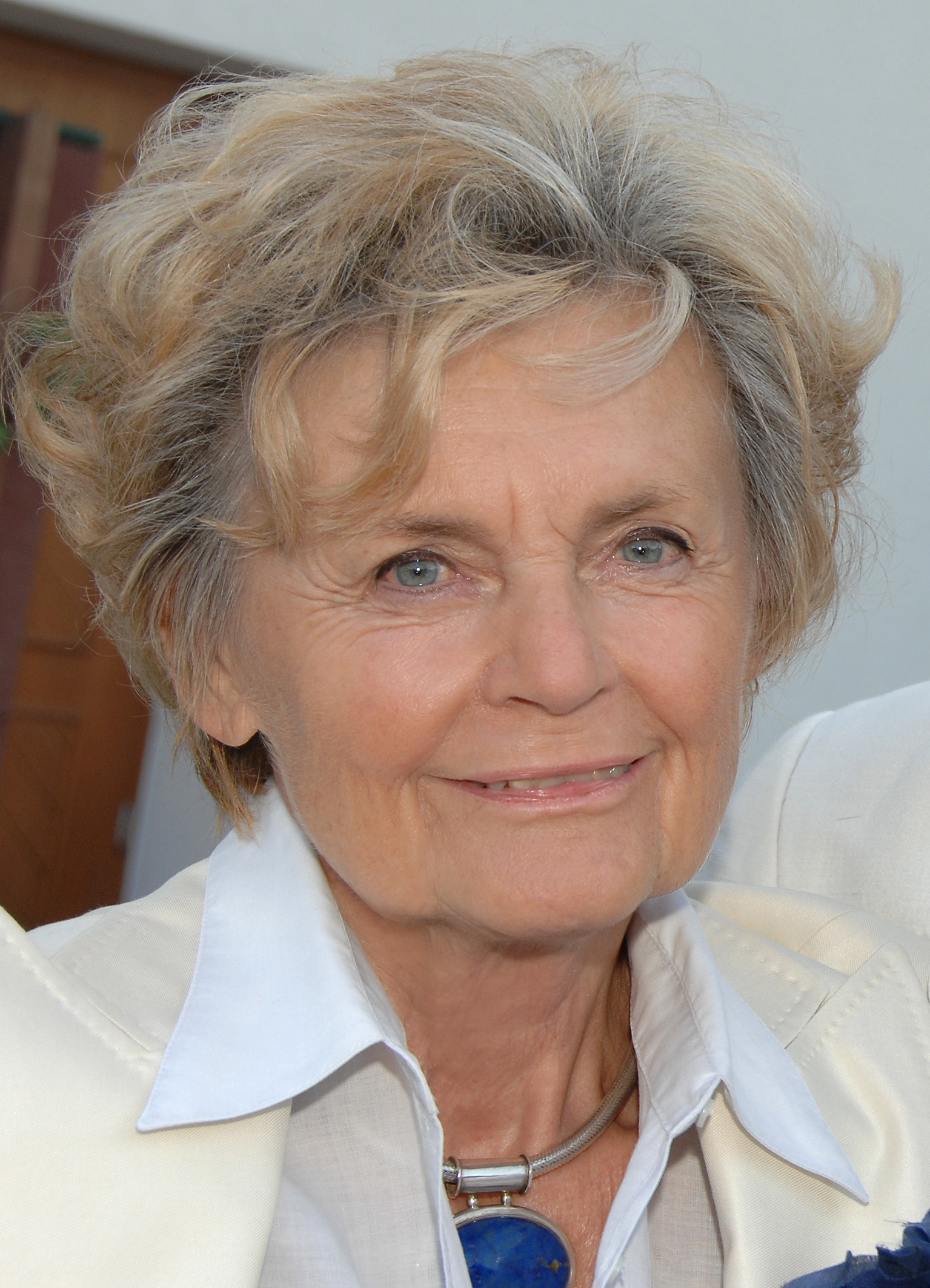
Ingrid Lazarus, 2008

Ingrid Lazarus (* 25. April 1939 in München) ist eine deutsche Bühnenbildnerin, Kostümbildnerin und Szenenbildnerin.

## Leben und Wirken
Lazarus, Tochter einer Schneiderin, war durch den frühen Tod der Mutter schon aus finanziellen Gründen frühzeitig gezwungen, ihre eigenen Kleider zu entwerfen und zu nähen. Als junge Erwachsene studierte Ingrid Lazarus Bühnenbild an Münchens Akademie der Schönen Künste und nahm bei IBM Deutschland einen Job an. Sie vertrat ihren Arbeitgeber auf internationalen Messen und führte unter anderem Maschinen vor. Nach Ende ihres Studiums fand Ingrid Lazarus eine Anstellung an der Bayerischen Staatsoper. Dort war sie neun Spielzeiten lang Assistentin im Ausstattungssektor und erlernte das Handwerk einer Bühnenbildnerin. 
Noch während ihrer Assistenz an der Oper setzte sie ihr Studium am Salzburger Mozarteum fort. Nach vier Semestern schloss sie mit einem Diplom für Bühnen- und Kostümbild sowie für Theatermalerei ab. Ihr erstes festes Engagement führte Ingrid Lazarus für zwei Jahre als Bühnen- und Kostümbildnerin ans Theater in Augsburg. 1978 wurde sie zur Lehrbeauftragten an die Fachhochschule Rosenheim, Fachbereich Innenarchitektur, berufen. Nach Gründung des Studienganges „Szenenbild“ durch das Bayerische Kultusministerium wechselte Lazarus an die Hochschule für Fernsehen und Film und wurde 1990 zur Professorin ernannt. Neben Bühnen- und Kostümbild unterrichtete sie nun auch Materialkunde, Zeichnen und Requisite für Film und Theater. Im Jahr 2004 wurde sie pensioniert. 
Ihren ersten Bühnen- und Kostümbildauftrag hatte sie am Theater in Landshut bei einer Aufführung von August Strindbergs Traumspiel. Es folgten Aufträge für die optische Gestaltung musikalischer Werke Carl Orffs und Werner Egks. Insgesamt rund 250 Theater- und Opernausstattungen umfasst ihr Œuvre, darunter Bühnenklassiker wie Faust, Minna von Barnhelm, Nathan der Weise, Das Käthchen von Heilbronn, Der Revisor, Der Bajazzo, Falstaff, Don Karlos, Die Fledermaus und Rigoletto. Erst spät kamen auch Angebote vom Fernsehen hinzu; ihren Einstand gab Ingrid Lazarus 1986 bei dem ARD-Showformat Pleiten, Pech und Pannen mit Max Schautzer. Es folgten vor allem in ihrer späten Schaffensphase, im ersten Jahrzehnt des neuen Jahrtausends, eine Fülle von Angeboten für die szenenbildnerische Gestaltung von Einzelproduktionen wie auch Serien, darunter Café Meineid, München 7 und Der Alte. Ingrid Lazarus betreute von 1995 bis 2005 auch die Fernsehaufzeichnungen aus dem Chiemgauer Volkstheater. 2010 veröffentlichte sie ihr Buch Es ist nicht alles Jacke wie Hose. Die Praxis des Kostümbildners für Bühne und Film. 2016 zog sich Lazarus vom Beruf einer Szenenbildnerin zurück.

## Filmografie
Als Szenenbildnerin beim Fernsehen, wenn nicht anders angegeben
- 1986: Pleiten, Pech und Pannen (Show)
- 1986 Der Schwammerlkönig
- 1989: Peter Strohm (Serie)
- 1991: Löwengrube (Mehrteiler)
- 1993: Sein letzter Wille
- 1999: Einmal leben
- 2001: Geregelte Verhältnisse
- 2001: A sauberne Welt
- 2002: Der Gendarmen-Muckl
- 2002: Die scheinhaltige Dreifaltigkeit
- 2002: Franz und Anna
- 2002: Froschkönig
- 1989–2003: Café Meineid
- 2003: Tauerngold (auch Kostüme)
- 2003: Jennerwein (auch Kostüme)
- 2004: München 7
- 2001–2007: Der Alte
- 2007: Gipfelsturm (auch Kostüme)
- 2008: Der Kaiser von Schexing (Serie)
- 100 Aufführungen Chiemgauer Volkstheater
- 18 Jahre Fastnacht in Franken, Bühne und Saalausbau